# 1 Life
"1 Life" (1 Vida) foi a canção que representou a Bélgica na final do Festival Eurovisão da Canção 2004 que teve lugar em Istambul, Turquia em 15 de maio desse ano.
A referida canção foi interpretada em inglês por Xandee. Como a Bélgica terminou a edição anterior no top 10, não necessitou de passar pelas semi-finais. Foi a décima-terceira a cantar na noite da final, depois da canção da Bósnia e Herzegovina "In The Disco" e antes da canção da "Believe Me". A canção terminou em 22º lugar com 7 pontos. 

## Letra
A canção é um número up-tempo de eurodisco, com Xandee a cantar sobre a necessidade de tirar vantagem de todas as oportunidades, pois só se tem "uma vida".